# Linaria iranica
Linaria iranica är en grobladsväxtart som beskrevs av Hamdi och Assadi. Linaria iranica ingår i släktet sporrar, och familjen grobladsväxter. Inga underarter finns listade i Catalogue of Life.